# Воздушный транспорт в Бутане
Воздушный транспорт в Бутане представлен всеми аэропортами и авиакомпаниями в Бутане. На данный момент в Бутане функционируют 2 авиакомпании и 4 аэропорта.

## Аэропорты
На данный момент в Бутане функционируют 4 аэропорта. Главной воздушной гаванью является аэропорт Паро. Из него выполняются рейсы по 11 направлениям в 5 странах. Аэропорт входит в число самых опасных в мире, из-за своего расположения между гор.
| Город     | ICAO | IATA | Название аэропорта      | Координаты                       | Взлётно-посадочная полоса | Высота НУМ |
| --------- | ---- | ---- | ----------------------- | -------------------------------- | ------------------------- | ---------- |
| Паро      | VQPR | PBH  | аэропорт Паро           | 27°24′32″ с. ш. 089°25′14″ в. д. | 15/33: 1964×29 м, асфальт | 2 235 м    |
| Трашиганг | VQTY | YON  | аэропорт Йонгпхулла     | 27°15′23″ с. ш. 091°30′52″ в. д. | 12/30: 1266×37 м, асфальт | 2 743 м    |
| Джакар    | VQBT | BMT  | аэропорт Бартхпалатханг | 27°33′57″ с. ш. 090°43′55″ в. д. | 14/32: 1200×29 м, асфальт | 2 473 м    |
| Гелепху   | VQGP | GLU  | аэропорт Гелепху        | 26°53′35″ с. ш. 90°29′00″ в. д.  | 11/29: 1500×45 м, асфальт | 300 м      |

## Авиакомпании
На сегодня в Бутане функционируют 2 авиакомпании. Частная Bhutan Airlines и государственная Druk Air. Выполняются рейсы в Индию, Бангладеш, Таиланд, Непал и внутренние перелеты.
| Авиакомпания    | ICAO | IATA | Размер флота |
| --------------- | ---- | ---- | ------------ |
| Druk Air        | DRK  | KB   | 5            |
| Bhutan Airlines | BTN  | B3   | 2            |